# Mohammad Bagheri (iráni parancsnok)
Mohammad Bagheri (perzsául: محمد باقری), született Mohammad-Hossein Afshordi (perzsául: محمدحسین افشردی) (Teherán, 1960 vagy 1961 – Teherán, 2025. június 13.) vezérőrnagy, az Iszlám Forradalmi Gárda (IRGC) iráni katonatisztje, aki az Iráni Iszlám Köztársaság fegyveres erőinek vezérkari főnökeként szolgált.

## Pályafutása
Katonai hírszerzési szakértő, akinek tapasztalata az iráni–iraki háborúig nyúlik vissza,  Ph.D. fokozattal rendelkezik politikai földrajzból, és állítólag az iráni Legfelsőbb Nemzetvédelmi Egyetemen tanít. 1980-ban csatlakozott az IRGC-hez.
Mohammad Bagheri és más parancsnokok, köztük Mohammad Ali Jafari, Ali Fadavi és Gholam Ali Rashid, az American Enterprise Institute (AEI) által IRGC Command Networkként azonosított csoport tagjai. Az AEI Critical Threats Projectje szerint a csoport "uralja az iráni hadsereg felső szintjét, és ellenőrzi a tervezést, a műveleteket, a hírszerzést, a titkos és irreguláris hadviselési műveleteket, valamint a belső biztonságot". Hassan Firouzabadi helyére 2016. június 28-án előléptették a hírszerzési és műveleti vezérkari főnök helyettesévé.

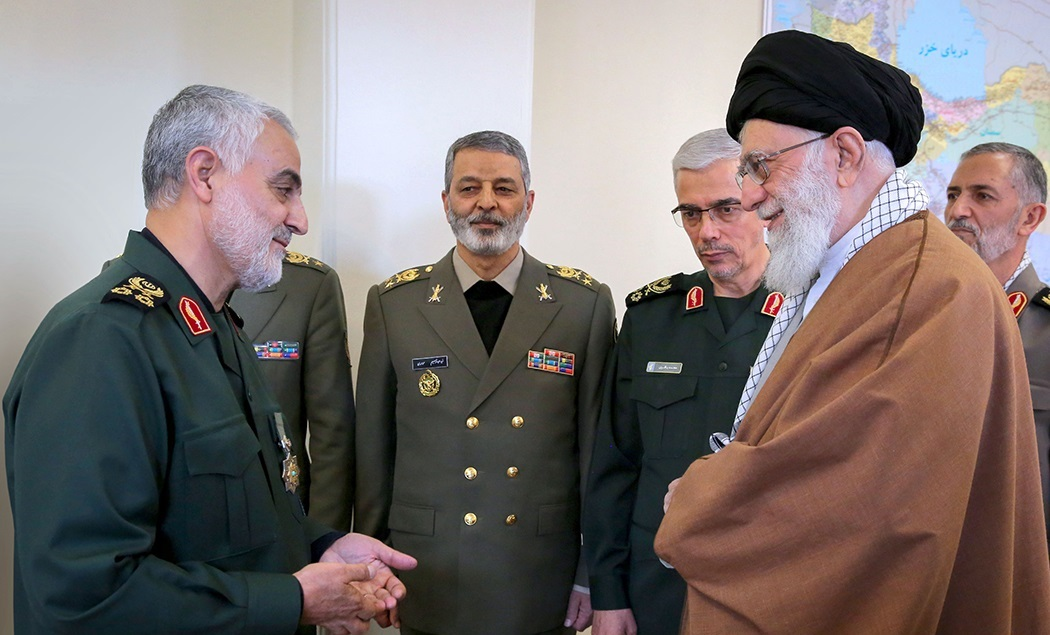
Bagheri Qasem Soleimanival és Ali Khamenei ajatollahhal 2019. március 11-én

2017 októberében meglátogatta az iráni csapatokat az észak-szíriai Aleppó tartományban.
A Reuters szerint 2022 februárjában Bagheri bejelentette, hogy Irán folytatja ballisztikusrakéta-programjának előmozdítását "mind mennyiségi, mind minőségi szempontból".
2022. október 21-én a Fehér Ház sajtóközleménye kijelentette, hogy iráni csapatok tartózkodtak a Krímben, és segítették Oroszországot dróntámadások megindításában. Bagheri volt a parancsnok, aki felügyelte az iráni hadsereg szerveit, melyek Oroszországot drónokkal látták el.
2023. december 3-án az iráni fegyveres erők vezérkari főnöke, Mohammad Bagheri vezérőrnagy a bagdadi találkozókon arra utalt, hogy Irán közvetlenül részt vehet az Egyesült Államokkal folytatott eszkalációban, hogy támogassa az amerikai erők kiutasítására irányuló erőfeszítéseket.
2024 áprilisában, az iráni damaszkuszi konzulátus elleni támadást követően, melyet az izraeli légierő hajtott végre április 1-jén, Mohammad Reza Zahedi meggyilkolását követően Bakri megfenyegette Izraelt, és azt mondta, hogy "meg fogjuk határozni az Izrael elleni támadás időpontját".

## Családja
Bátyja, Hasan Bagheri az iráni–iraki háborúban parancsnokként szolgált.

## Szankciók
2019. április 8-án az Egyesült Államok külföldi terrorszervezetté minősítette az Iráni Forradalmi Gárdát. Benjamin Netanjahu izraeli miniszterelnök azonnal köszönetet mondott Trumpnak a Twitteren. "Az amerikai csapatokat Nyugat-Ázsiában terroristáknak tartjuk, és ha valami átkozott dolgot csinálnak, akkor erőteljesen szembeszállunk velük" – nyilatkozta Mohammad Bagheri.
2022 szeptemberében, a Mahsa Amini tiltakozása során a tüntetők kemény elnyomását követően az Egyesült Államok és Kanada szankcionálta Mohammad Bagherit.

## Fordítás
- Ez a szócikk részben vagy egészben  a   Mohammad Bagheri (Iranian commander) című angol Wikipédia-szócikk ezen változatának fordításán alapul.  Az eredeti cikk szerkesztőit annak laptörténete sorolja fel. Ez a jelzés csupán a megfogalmazás eredetét és a szerzői jogokat jelzi, nem szolgál a cikkben szereplő információk forrásmegjelöléseként.